# هوراتو
هوراتو (به چکی: Hořátev) یک منطقهٔ مسکونی در جمهوری چک است که در ناحیه نیمبورک واقع شده‌است. هوراتو ۷٫۱۷ کیلومتر مربع مساحت و ۷۲۸ نفر جمعیت دارد و ۱۸۶ متر بالاتر از سطح دریا واقع شده‌است.